# 德賴朗鎮區 (阿肯色州達拉斯縣)
德賴朗鎮區（英語：Dry Run Township）是位於美國阿肯色州達拉斯縣的一個行政鎮區。

## 地方資料
德賴朗鎮區的面積為30.77平方千米，當中陸地面積為30.72平方千米，而水域面積為0.05平方千米。根據2010年美國人口普查的數據，當地共有人口379人，而人口密度為每平方千米12.32人。